# Hynobius lichenatus
Hynobius lichenatus är en groddjursart som beskrevs av George Albert Boulenger 1883. Hynobius lichenatus ingår i släktet Hynobius och familjen Hynobiidae. IUCN kategoriserar arten globalt som livskraftig. Inga underarter finns listade i Catalogue of Life.